# Bishop-Score
Der Bishop-Score ist ein geburtshilfliches Scoring-System zur Beurteilung der Geburtsreife des Muttermundes. Es ist eine semiquantitative Methode, um die Konsistenz und die Weite des Muttermundes, die Lage und die Verkürzung der Zervix, sowie die Position des vorangehenden Teiles des ungeborenen Kindes im Becken zu erfassen. Die damit bestimmte Geburtsreife des Muttermundes, wird dazu genutzt, falls notwendig, eine Entscheidung zu treffen, auf welche Art und Weise eine Geburt eingeleitet wird. Der Bishop-Score ist seit über 45 Jahren der am häufigsten angewendete Score zur Beurteilung der Muttermundsreife.

## Erstellung des Score
Es wird anhand von fünf Kriterien eine Gesamtpunktzahl erstellt, wobei zweimal 0-2 bzw. dreimal 0–3 Punkte vergeben werden, so dass ein Score von 0 bis 13 erreicht werden kann.
| Befund                                                           | 0 Punkte    | 1 Punkt     | 2 Punkte  | 3 Punkte |
| Portioverkürzung                                                 | 0–30 %      | 40–50 %     | 60–70 %   | >80 %    |
| Portiokonsistenz                                                 | Derb        | Mittel      | Weich     | -        |
| Portiolage                                                       | Sakral      | Mediosakral | Zentriert | -        |
| Muttermundsweite                                                 | Geschlossen | 1–2 cm      | 3–4 cm    | > 5 cm   |
| Höhenstand des vorangehendes Teiles relativ zur Interspinalebene | - 3         | - 2         | - 1       | >= 0     |

## Hintergrund
Der Bishop-Score wurde ursprünglich von E.H. Bishop 1964 entwickelt, um zu untersuchen, wie Mehrgebärende auf die Einleitung mit Oxytocin ansprechen, also mit welchem vaginalen Befund Schwangere auf eine Geburtseinleitung mit Oxytocin mit geburtswirksamen Wehen reagieren. Das Ergebnis dieser Untersuchung war, dass bei einem Bishop-Score von > 9 eine Einleitung mit Oxytocin innerhalb von vier Stunden zur Geburt führt.

## Quelle
- I. Hösli, O. Lapaire, C. Voekt: Welche Einleitungmethode ist die beste? – Ein Vergleich. In: Die Hebamme. Nr. 4, 2008.